# Caroline in the City
Caroline in the City ist eine US-amerikanische Sitcom, deren Produktion 1994 begann und 1999 nach der vierten Staffel eingestellt wurde. In den Hauptrollen spielen unter anderem Lea Thompson als Cartoonistin Caroline Duffy, der Autorin eines gleichnamigen Cartoons, und Malcolm Gets als Colorist Richard Karinsky.

## Handlung
Caroline Duffy ist eine quirlige, aufgeweckte junge Frau, die ihr Geld mit dem Zeichnen der Comicserie Caroline in the City verdient und eine Katze namens Salty besitzt. Der zynische Richard Karinsky bezeichnet sich selbst als „ernsthafter Künstler“, malt jedoch aus finanziellen Gründen Carolines Comics aus. Die Tänzerin Annie Spadaro (Amy Pietz) arbeitet beim Musical „Cats“, sie bedient sich als offenherzige Nachbarin und gute Freundin regelmäßig an Carolines Kühlschrank. Del Cassidy (Eric Lutes) ist Carolines anfänglicher Freund und Inhaber einer Grußkartenfirma, in der der tollpatschige Charlie (Andrew Lauer) als rollschuhfahrender Kurier arbeitet.
Erst nach drei Jahren, vielen Beinahe-Momenten, einigen Beziehungen seitens Caroline und einer Hochzeit seitens Richard mit der Italienerin Julia (Sofia Milos) gestehen sich die beiden ihre Liebe. Auf Grund von Differenzen zum Thema Nachwuchs trennen sich Richard und Caroline jedoch wieder. Richard geht nach Rom und erfährt nur durch Zufall, dass Caroline drauf und dran ist, einen alten Schulfreund zu heiraten. Die Serie endet in dem Moment, als Richard während der Hochzeit auf einer Empore in der Kirche erscheint und Caroline zu ihm aufblickt. Eine Auflösung des Spannungsbogens gibt es nicht, da die Serie vorzeitig abgesetzt wurde.

## Sonstiges
- Caroline in the City teilt ein Serienuniversum mit Frasier; die Figuren Niles und Daphne haben einen Gastauftritt in der Folge Der Schlimme Rücken (Staffel 1, Episode 4).
- In Die Zimtziege (Staffel 1, Episode 6) begegnet Annie kurz Chandler Bing aus der Serie Friends. Caroline hat dort wiederum einen Gastauftritt in der Folge Baby – Allein in New York (Staffel 2, Episode 6).